# 楽園ベイベー
「楽園ベイベー」（らくえんベイベー）は、RIP SLYMEの5枚目のシングル。2002年6月26日発売。

## 概要
前々作「One」、前作「FUNKASTIC」と、20万枚を超えるスマッシュヒットを立て続けに記録した中での発売となった。また、前作「FUNKASTIC」から約3ヶ月でのリリースとなり、RIP SLYMEのシングルとしては「GALAXY」から「黄昏サラウンド」の間と並んで、最短のリリース間隔である。
1ヶ月後にアルバム『TOKYO CLASSIC』の発売を控えていたにもかかわらずロングヒットとなり、「One」以来2作目の30万枚突破シングルとなった。現時点で、RIP SLYMEのシングルとしては売上2位である。また、オリコン月間チャート3位、年間チャート31位は、共に自己最高位である。
ライブでは「楽園ベイベー」の部分を「後楽園ベイベー（東京都・岡山県）」「聚楽園ベイベー（愛知県）」「偕楽園ベイベー（茨城県）」「苦楽園ベイベー（兵庫県西宮市）」歌詞につける替え歌で歌うこともある。
本作は登場12週目にあたる2002年9月23日付を最後に、オリコンシングルチャート100位圏外へと落ちたが、2002年12月から集計範囲が200位まで拡大すると、年明けの2003年1月20日付で再びランクインした。アルバムバージョンの収録とはいえ、既に収録アルバムが発売されている中でのこの粘りは、驚異的だったと言える。
当初はCCCDとして発売されたが、レーベル元であるワーナーミュージック・ジャパンのCCCD生産打ち切りにより、2005年8月17日発売分より、通常CDで出荷されている。そのため、本作のCCCD盤は廃盤となっている。ちなみに、RIP SLYMEがCCCDでリリースした作品は本作のみである。
初回盤のみ箔押ジャケット仕様。初回盤の特典として、ステッカー、携帯電話壁紙プレゼント用なぞなぞ、「RIPの夏はっぴ」プレゼント応募券が封入された。

## 収録曲
1. 楽園ベイベー
（作詞：RYO-Z, ILMARI, PES, SU　作曲：DJ FUMIYA）
PVにはPESの飼っているチワワのジョルジオが出演しており、2003年の「MVABEST YOUR CHOICE」を受賞した。アルバム『TOKYO CLASSIC』にはアルバムバージョンが収録されている。
2025年6月6日放送のテレビ朝日系『ミュージックステーション』2時間スペシャルでは、「STEPPER'S DELIGHT (2025ver.)」、「熱帯夜」と共に披露した[2][3]。
2. Bright in time
（作詞：RYO-Z, ILMARI, PES, SU　作曲：DJ FUMIYA）
夜通し踊ったクラバーたちの、疲労と充実が入り交じる朝の風景を描いた曲。
3. Laugh Maniac (Senor Coconut remix)
（作詞：RYO-Z, ILMARI, PES, SU　作曲：DJ FUMIYA）
パーカッションを多用した、サンバ調の曲。アルバム未収録。サンプルの時点では曲名は「Laugh Maniac」のままで、若干オーケストラ風のトラックだった。